# Pouteria peruviensis
Pouteria peruviensis là một loài thực vật thuộc họ Sapotaceae. Đây là loài đặc hữu của Peru.